# Йоганн Франц Енке
Йоганн Франц Енке (нім. Johann Franz Encke; 1791—1865) — німецький астроном.

## Життєпис
Народився 23 вересня 1791 року в Гамбурзі. Навчався в Геттінгенському університеті у Карла Гауса. З 1816 — астроном в обсерваторії в Готі. З 1825 по 1862 — директор Берлінської обсерваторії й редактор «Berliner astronomisches Jahrbuch».
Першу популярність Енке принесли його роботи з визначення сонячного паралакса, відстані від Землі до Сонця, розмірів Сонячної системи. В основі методу визначення сонячного паралакса лежала ідея Е. Галлея спостережень проходження Венери над диском Сонця в різних місцях земної кулі. Здійснені в різних країнах спостереження проходжень 1761 й 1769 року дали цінний матеріал, загальну обробку якого зробив Енке і отримавши значення паралакса 8,5", що мало відрізняється від значення, прийнятого нині (8,790").
Важливе значення мали дослідження Енке, присвячені кометі, що отримала згодом його ім'я. 1819 року він встановив, що комети, відкриті П'єром Мешеном (1786), В.Гершелем (1795) і Ж.Понсом (1818), є одною періодичною кометою, яка рухається еліптичною орбітою з періодом обертання 3,3 року. Комета Енке — одна з найцікавіших комет, оскільки має найкоротший періодом обертання й малу перигелійну відстань. Енке досліджував рух цієї комети за період з 1786 до 1858 року, враховуючи збурення від шести планет, відкрив вікове прискорення в русі комети й вікове зменшення її ексцентриситету. Встановив, що аномалії в русі комети викликані дією негравітаційних сил. Вперше вивів аналітичні вирази для визначення вікової дії цих сил у середньодобовому русі, середньої аномалії й куті ексцентриситету. Вперше визначив чисельне значення коефіцієнта вікового прискорення комети k=60". Розробив новий, менш трудомісткий метод обчислення збурень у прямокутних координатах комети, який названо його ім'ям і який застосовується й досі.
Розробив метод поліпшення орбіт. Ініціатор запровадження, поряд з поправками до елементів орбіти, поправок до мас великих планет, що дозволило йому неодноразово уточнювати значення мас Меркурія й Юпітера.
Помер Енке в Шпандау 26 серпня 1865.

## Відзнаки і пам'ять
- Іноземний почесний член Петербурзької АН (з 1829)
- Двічі нагороджений Золотою медаллю Королівського астрономічного товариства, 1824 й 1830 року.

На честь ученого названо:
- Кратер Енке на Місяці
- Астероїд 9134 Енке
- Щілина Енке у кільцях Сатурна
- Комета Енке